# Mörschied
Mörschied là một đô thị thuộc huyện Birkenfeld, bang Rheinland-Pfalz, Đức. Đô thị này có diện tích 10,69 km². Dân số thời điểm giữa năm 2006 là 920 người.